# Formiguer ullnú
El formiguer ullnú (Rhegmatorhina gymnops) és una espècie d'ocell de la família dels tamnofílids (Thamnophilidae).

## Hàbitat i distribució
Habita el sotabosc de la selva pluvial del sud del Brasil amazònic.